# Джаддаль
Джаддаль (англ. Jaddal, араб. جدل) — поселення в Сирії, що складає невеличку друзьку общину в нохії Ізра, яка входить до складу мінтаки Ізра в південній сирійській мухафазі Дара.